# تشيانة (نقدة)
تشيانة هي قرية في مقاطعة نقدة، إيران. عدد سكان هذه القرية هو 2,283 في سنة 2006.